# グレンとグレンダ
『グレンとグレンダ』 (Glen or Glenda) は、1953年製作のアメリカ映画。「史上最悪の映画監督」として名高いエド・ウッドの長編デビュー作。目玉俳優にベラ・ルゴシ、女優にエド・ウッドの当時の恋人ドロレス・フラー。
異性装と性転換を題材にしたドキュメンタリー・ドラマであるこの映画は服装倒錯者であるエド・ウッド監督の実質的な半自叙伝であり、女装趣味のあったエド・ウッド本人が主演をしている。
「映画史上最低の50作」の50位にランクインしている（The 50 Worst Movies Ever Made）。

## あらすじ
服装倒錯が社会から差別的な扱いを強く受けていた時代。服装倒錯者グレンは婚約者のピンクのアンゴラセーターを着て「グレンダ」として街を歩くのが好きだったが、自らの趣味に思い悩んだ末に「人形使い」と呼ばれる科学者に相談した。
心理的な分析を受けながら同性愛、半陰陽、性同一性障害など様々な性的問題と服装倒錯とを比較し、その違いと正常な人間であることを力説される。
最終的に二人は「人形使い」に祝福され、グレンは立派な服装倒錯者として立ち直る。

## キャスト
- ダニエル・デイヴィス (Daniel Davis ＝ エド・ウッド本人の変名)：グレン／グレンダ
- ベラ・ルゴシ (Bela Lugosi)：科学者／人形使い
- ティム・ファレル (Timothy Farrell)：オルトン博士
- ライル・タルボット (Rail Talbot)：ウォーレン警部
- ドロレス・フラー (Dolores Fuller)：バーバラ
- チャールズ・クラフツ (Charles Crafts)：ジョニー
- キャプテン・デ・ギータ (Captain De Gita)：悪魔／グレンの父親
- トミー・ヘインズ (Tommy Hains)：アラン／アン
- コニー・ブルックス (Connie Brooks)：銀行家

## スタッフ
- 監督・脚本：エド・ウッド (Edward Davis Wood Jr.)
- 製作：ジョージ・ワイス (George Weiss)
- 撮影：ウィリアム・C・トンプソン (William C. Thompson)
- 美術：ジャック・マイルズ (Jack Miles)
- 編集：バド・シェリング (Bud Schelling)

## 作品解説
この映画は、性転換を好まない宗教に対して寛容を要求したいという、ウッドの異性装者としての主張に動機づけられている。一見脈絡のない場面（科学者が観客に向けて意味ありげな警告を叫んだり、グレンダとなった主人公グレンが街を歩いたり女性服を恍惚として愛撫したりするシーン）やありもののフィルム（バッファローの暴走の記録映像など）を監督以外には理解しづらい理由で構成し、めちゃくちゃとしか思えない編集でつないでいるため、話が著しく破綻している。
『グレンとグレンダ』は、エド・ウッドが監督を務めた映画の中で唯一、製作に係わらなかった映画である。
『グレンとグレンダ』は2012年現在パブリックドメインになっている。

### 製作の経緯
1952年、写真家ジョージ・ジョーゲンセンが世界初の性別適合手術を行い、クリスティーン・ジョーゲンセンとなったことがアメリカ国内最大の話題となった。これがハリウッドの低予算映画プロデューサー、ジョージ・ウェイスの直感を刺激した。
ウェイスはさっそくこの話題に便乗しようと映画化に乗り出し、このときに服装倒錯者であったエド・ウッドを知った。ウェイスはウッドに対し、世間から軽蔑されないよう控えていた服装倒錯を再開しさえすればウッドはこの映画の完璧な監督になると説得。ウッドは金を手にすることと引き換えにジョーゲンセンの映画を製作することになった。
自分こそがジョーゲンセンの苦悩を理解できると考えたウッドであったが、ジョーゲンセンに出演を断られたため、自身が主演するうちに性同一性障害の話ではなくウッド自身の服装倒錯に関する映画と化していった。

#### 再編集
この映画が完成したとき、尺が短すぎたうえに当初求められていた内容と非常に異なるものであったため、監督ウッドは性別適合手術に関するいくつかの場面を追加し再編集した。
プロデューサーのウェイスは更にウッド演じる主人公と科学者役ルゴシの対話の一部をカットし、二つの無関係なソフトコアシーンと一つの軽いボンデージシーンを繋ぎ貼り合わせた。この映画が封切りにこぎつけたのは、ひとえに製作前から多くの映画館に販売されてしまっていたためであった。

### 映画の裏側

#### 配役
監督となったウッドは客を呼べるスターが必要と考え、かつてユニバーサル映画の吸血鬼俳優の花形であったが時局に翻弄され薬物依存症になってしまったベラ・ルゴシを説得した。彼は人間の運命を操る「人形使い」でなおかつ主人公の精神を分析する科学者という役を与えられ、大げさに叫び感嘆しながら映画の狂言回しを演じた。ルゴシは以後、ウッドの映画の常連俳優となった。
また話題づくりのため、性転換を行ったクリスティーン・ジョーゲンセンに出演を依頼したが断られ、ウッド自身が偽名「ダニエル・デイヴィス」を名乗ってタイトルともなっている主役のグレンおよびグレンダ役を演じた。
また、ウッドの恋人ドロレス・フラーはグレンの恋人役を演じていた。フラーはこの時点ではウッドの服装倒錯に気がついていなかった。フラーには映画の本質についてすべてが説明されず、フラーが映画のセットにいる間はウッドも女性の衣類を着ることはなかったからである。とはいえ映画完成後のスクリーンには真相が映しだされてしまい、フラーはこのことで恥をかかされたと訴えた。

### 登場人物
ベラ・ルゴシの演じる「科学者」は、何を目的としているのかが不明な登場人物である。ルゴシは名目上この映画のナレーターとなっているが、その語りは物語の本筋とはまったく無関係のもので、実際の語り手はウッドの映画の常連俳優となるティモシー・ファレル演じる人物になっている。
ルゴシ演じる科学者は、頭蓋骨や干し首や試験管などホラー映画にありがちな、おどろおどろしい小道具に囲まれ、コブラの皮のかけられた椅子に座り、映画の観客に向かって「あなたの戸口に居座る大きな緑の竜に気をつけろ」などと警告ふうのセリフを叫ぶ役であった。
また科学者の顔に、暴走するバイソンの記録映像が明確な理由なく二重投影されたり、同様に明確な理由なくグレンが悪魔のようなキャラクターにとりつかれるというシュルレアルな悪夢の場面が延々と続いている。ストーリーを追うことは困難だが、服装倒錯を認めてもらいたいというウッドの思いや迫力だけは伝わってくる。

### 予告編
レーザーディスク版とDVD版に収録されている予告編（トレーラー）での映画の結末は、劇場公開された映画の結末とは若干異なっていた。
予告編では、フラーは憤慨しながらアンゴラのセーターをウッドに投げているが、劇場公開版ではフラーがセーターをよりやさしくウッドに手渡しする姿がある一方、女装のウッドが「カット！」と叫ぶ一場面が見える。

## 映画評
1969年から始まった映画批評本でレオナルド・マルティンのベストセラー「レオナルド・マルティンの映画とビデオガイド」は、この映画『グレンとグレンダ』を「ひょっとしたら史上最低の映画」と名づけた。しかしウッドの映画はこれ以前にも、『プラン9・フロム・アウタースペース』によって怪しげな栄誉を受けていた。
これらの映画は、ほかのB級ホラー同様に埋め草として深夜などにテレビ放送されており、あまりの意味不明さからB級映画マニアたちの間で話題になっていった。

## 改題
- 彼か彼女か？（He or She?）
- 性転換（I Changed My Sex）
- 二つの生を生きた（I Led 2 Lives）
- 服装倒錯者（The Transvestite）

## 関連作品

### 小説
- ウッドは後に無数の三文小説を執筆したが、その多くは女装の主人公が活躍する活劇であった。「グレンダ」と名づけられた女性人格を持つ服装倒錯者グレンは、ウッドの小説『女装の殺し屋』（Killer in Drag）にも登場している。グレンは世の社会通念と戦うが、続編『服装倒錯者の死』（Death of a Transvestite）でグレンダとして着飾りながら電気椅子で処刑された。

### 映画
- 『グレンとグレンダ』は1982年、6分の補足を付け足したリメイク版が出された。リメイク版はグレンの同性愛者が作成した通行許可証を拒絶する場面が含まれていた。
- 『グレンとグレンダ』のポルノ版リメイクは、オリジナルと同じ脚本を使ったことを売り文句に1994年に製作されたが、明確なセックスシーンが付け加えられていた[2]。
- ティム・バートンの映画『エド・ウッド』は、エド・ウッド役にジョニー・デップを起用し、『グレンとグレンダ』の様々な場面の再現・再構築を行った。デップはピンクのアンゴラセーターに袖を通し、『グレンとグレンダ』を監督するウッドを演じている。

## 参考書籍
- en:The Haunted World of Edward D. Wood, Jr. (documentary, dir. en:Brett Thompson, 1996).
- 『映画秘宝：エド・ウッドとサイテー映画の世界』：洋泉社、1995年、ISBN 4-89691-169-5